# آرسیدوسو
آرسیدوسو (به ایتالیایی: Arcidosso) یک کومونه در ایتالیا است که در استان گروستو واقع شده‌است.

## خصوصیات
آرسیدوسو ۹۳٫۳ کیلومترمربع مساحت و ۴٬۳۸۴ نفر جمعیت دارد و ۶۷۹ متر بالاتر از سطح دریا واقع شده‌است.